# پیج پارک (فلوریدا)
پیج پارک (به انگلیسی: Page Park) یک منطقهٔ مسکونی در ایالات متحده آمریکا است که در شهرستان لی، فلوریدا واقع شده‌است. پیج پارک ۰٫۷ کیلومتر مربع مساحت و ۵۲۴ نفر جمعیت دارد و ۴ متر بالاتر از سطح دریا واقع شده‌است.